# Наполеш, Мария
Мария Жозе Наполеш (порт. Maria José Nápoles; 7 ноября 1936, Лоренсу-Маркиш, Мозамбик — 27 июня 2024) — португальская фехтовальщица-рапиристка. Участница летних Олимпийских игр 1960 года.

## Биография
Родилась 7 ноября 1936 года в мозамбикском городе Лоренсу-Маркиш (сейчас Мапуту).
В 1960 году вошла в состав сборной Португалии на летних Олимпийских играх в Риме. Выступала в фехтовании на рапирах. В личном первенстве на групповом этапе проиграла все четыре поединка — Ильдико Рейтё из Венгрии (0:4), Хайди Шмид из ОГК (0:4), Жаклин Аппар из Бельгии (1:4) и Колетт Флеш из Люксембурга (2:4). Поединок с Кармен Валь из Испании, не имевший турнирного значения, не был проведён: обе фехтовальщицы не выиграли ни одного боя и выбыли из борьбы, поделив 5-6-е места в группе.
Наполеш была первой женщиной, представлявшей Португалию в фехтовании на Олимпийских играх. До 2008 года, когда на старт Игр в Пекине вышла Дебора Ногейра, она оставалась единственной олимпийской фехтовальщицей в стране.
Участвовала в общественной жизни. В 2016 году в Сетубале участвовала в «Олимпийских беседах», где вместе с другими португальскими олимпийцами рассказала зрителям о спортивной карьере .
Мария Наполеш скончалась 27 июня 2024 года в возрасте 87 лет.